# Tatsuomi Hamada
Tatsuomi Hamada (濱田 龍臣 Hamada Tatsuomi?,  Prefectura de Chiba, Japón, 27 de agosto de 2000) es un actor japonés, afiliado a TakeOff y Four Springs. Es conocido por interpretar el papel de un joven Sakamoto Ryōma en el drama histórico Ryōmaden y a Hiroshi Ichikawa en Kaibutsu-kun. En octubre de 2010, Hamada ganó el Gold Dream Award de dicho año.

## Filmografía

### Televisión
| Año  | Título                                                         | Papel                   | Cadena           | Notas                    |
| ---- | -------------------------------------------------------------- | ----------------------- | ---------------- | ------------------------ |
| 2007 | Marumaru Chibi Maruko-chan                                     | Tokuzo Sugiura          | Fuji TV          |                          |
| 2008 | Yonimo Kimyōna Monogatari                                      | Daijiro (joven)         | Fuji TV          |                          |
| 2010 | Ryōmaden                                                       | Sakamoto Ryōma (joven)  | NHK              |                          |
| 2010 | Yamato Nadeshiko Shichi Henge                                  | Ranmaru Morii (joven)   | TBS              | Episodio 8               |
| 2010 | Kaibutsu-kun                                                   | Hiroshi Ichikawa        | NTV              |                          |
| 2010 | Gakeppuchi no Erī: Konoyo de Ichiban Daijina "Kane" no Hanashi | Takeru                  | ABC, TV Asahi    |                          |
| 2010 | Kenji Heihachirō Kishima                                       | Ryo Kijima              | ABC, TV Asahi    |                          |
| 2010 | Kogane no Buta: Kaikei Kensa-chō Tokubetsu Chōsa-ka            | Maruo Tezuka            | NTV              | Episodio 5               |
| 2010 | "Ultraman Zero: The Revenge of Belial                          | Nao                     | TV Tokyo         | Coprotagonista           |
| 2011 | Onmitsu Hijō                                                   | Matajuro Kamiya         | NHK              |                          |
| 2011 | Netchū Jidai                                                   | transfer student        | NTV              |                          |
| 2012 | Naniwa Shōnentanteidan                                         | Teppei Tanaka           | TBS              |                          |
| 2012 | Drama W                                                        | Hiroki Uesugi (13 años) | WOWOW            |                          |
| 2013 | Kodomo Keishi                                                  | Shun Narumi             | MBS              | Episodio 7 hasta final   |
| 2014 | Aibō                                                           | Yu Takamiya             | TV Asahi         | Temporada 13, episodio 2 |
| 2015 | Dakara Kōya                                                    | Yuta Morimura           | NHK BS Premium   |                          |
| 2015 | Kyoto Ninjō Sōsa File                                          | Hayao Fujikawa          | TV Asahi         | Episodio 1               |
| 2015 | Yume o Ataeru                                                  | Tama                    | WOWOW            |                          |
| 2015 | Omotesandō Kōkō Gasshō-bu!                                     | Shunsuke Tani           | TBS              |                          |
| 2015 | Ichiro                                                         | Mamorushima Naito       | NHK BS Premium   | Episodio 6               |
| 2016 | Our House                                                      | Shogo Suma              | Fuji TV          |                          |
| 2017 | Ultraman Geed                                                  | Ashakura Riku           | TV Tokyo         | Principal                |
| 2018 | Mob Psycho 100                                                 | Shigeo "Mob" Kageyama   | TV Tokyo/Netflix | Principal                |

### Películas
| Año  | Título                                                     | Papel                                   | Notas              |
| ---- | ---------------------------------------------------------- | --------------------------------------- | ------------------ |
| 2010 | Hisshiken Torisashi                                        | Torisashi (joven)                       |                    |
| 2010 | Ultraman Zero: The Revenge of Belial                       | Nao                                     |                    |
| 2011 | Mars Needs Moms                                            | Milo (voz)                              | Principal, doblaje |
| 2011 | Kaibutsu-kun                                               | Hiroshi Ichikawa                        |                    |
| 2012 | The Tibetan Dog                                            | Tenzin (voz)                            | Principal          |
| 2012 | Kaizoku Sentai Gokaiger vs. Space Sheriff Gavan: The Movie | Capitán Marvelous (joven)               |                    |
| 2012 | Home Aishi no Zashikiwarashi                               | Tomoya Takahashi                        |                    |
| 2012 | Brave Hearts: Umizaru                                      | Shunsuke Ikenaga                        |                    |
| 2013 | Kiiroi Zou                                                 | Daichi Hoshino                          |                    |
| 2013 | Fuerza G (Gatchaman)                                       | Keyop / Avecilla (Jinpei Ohtsuki / G-4) |                    |
| 2016 | HiGH&LOW The Red Rain                                      | Takeru Amamiya (joven)                  |                    |
| 2018 | Ultraman Geed The Movie                                    | Ashakura Riku                           | Posproducción      |

### Anime
| Año  | Título  | Papel      | Cadena   | Notas       |
| ---- | ------- | ---------- | -------- | ----------- |
| 2010 | Stitch! | Hamada-kun | TV Asahi | Episodio 67 |

### Anuncios
| Año  | Título                                                                                       | Notas |
| ---- | -------------------------------------------------------------------------------------------- | ----- |
| 2008 | Otsuka Pharmaceutical - Oronamin                                                             |       |
| 2008 | Dentsply-Sankin                                                                              |       |
| 2009 | Kao Corporation - "Kenkō Econa Cooking Oil Dressing"                                         |       |
| 2010 | Yamazaki Baking - "Double Soft"                                                              |       |
| 2010 | Tokyo Electric Power Company - "Switch!"                                                     |       |
| 2010 | Nintendo - Pokémon Black and White                                                           |       |
| 2011 | Nippon TV - Haru no Campaign                                                                 |       |
| 2011 | Lion Corporation - "Look Mame Pika", "Top Platinum Clear", "Look Ofuro no Bō Kabi Kun'enzai" |       |
| 2011 | Toyo Suisan - Maru-chan Cup men "Shiki Monogatari"                                           |       |
| 2011 | Bandai - Battle Break                                                                        |       |
| 2011 | Dunlop - "DSX-2"                                                                             |       |
| 2013 | Shogakukan - Nobelu                                                                          |       |